# Copa Itália de Voleibol Masculino de 2018–19
A Copa Itália de Voleibol Masculino de 2018–19 foi a 41.ª edição desta competição organizada pela Lega Pallavolo Serie A, consórcio de clubes filiado à Federação Italiana de Voleibol (FIPAV). O torneio ocorreu de 23 de janeiro a10 de fevereiro, e teve como vencedor o Sir Safety Perugia.

## Regulamento
As equipes classificadas do 1.º ao 8.º lugar ao final do primeiro turno da fase classificatória da SuperLega de 2018–19 participaram do torneio, que foi divido nas fases quartas de final, semifinais e final.

## Resultados

### Chaveamento
|  | Quartas de final   | Quartas de final |                    |   | Semifinais | Semifinais |  |  | Final | Final |
|  |                    |                  |                    |   |            |            |  |  |       |       |
|  |                    |                  |                    |   |            |            |  |  |       |       |
|  |                    |                  |                    |   |            |            |  |  |       |       |
|  | Sir Safety Perugia | 3                |                    |   |            |            |  |  |       |       |
|  | Sir Safety Perugia | 3                |                    |   |            |            |  |  |       |       |
|  | Pallavolo Padova   | 1                |                    |   |            |            |  |  |       |       |
|  | Pallavolo Padova   | 1                | Sir Safety Perugia | 3 |            |            |  |  |       |       |
|  |                    |                  | Sir Safety Perugia | 3 |            |            |  |  |       |       |
|  |                    | Modena Volley    | 0                  |   |            |            |  |  |       |       |
|  | Modena Volley      | Modena Volley    | 0                  | 3 |            |            |  |  |       |       |
|  | Modena Volley      |                  |                    | 3 |            |            |  |  |       |       |
|  | Powervolley Milano | 1                |                    |   |            |            |  |  |       |       |
|  | Powervolley Milano | 1                | Sir Safety Perugia | 3 |            |            |  |  |       |       |
|  |                    |                  | Sir Safety Perugia | 3 |            |            |  |  |       |       |
|  |                    | Lube Macerata    | 2                  |   |            |            |  |  |       |       |
|  | Trentino Volley    | Lube Macerata    | 2                  | 3 |            |            |  |  |       |       |
|  | Trentino Volley    |                  |                    | 3 |            |            |  |  |       |       |
|  | Verona Volley      | 0                |                    |   |            |            |  |  |       |       |
|  | Verona Volley      | 0                | Trentino Volley    | 2 |            |            |  |  |       |       |
|  |                    |                  | Trentino Volley    | 2 |            |            |  |  |       |       |
|  |                    | Lube Macerata    | 3                  |   |            |            |  |  |       |       |
|  | Lube Macerata      | Lube Macerata    | 3                  | 3 |            |            |  |  |       |       |
|  | Lube Macerata      |                  |                    | 3 |            |            |  |  |       |       |
|  | Volley Milano      | 2                |                    |   |            |            |  |  |       |       |
|  | Volley Milano      | 2                |                    |   |            |            |  |  |       |       |

### Quartas de final
| Data   | Hora  |                    | Placar |                    | Set 1 | Set 2 | Set 3 | Set 4 | Set 5 | Total   | Relatório |
| ------ | ----- | ------------------ | ------ | ------------------ | ----- | ----- | ----- | ----- | ----- | ------- | --------- |
| 23 fev | 20:30 | Sir Safety Perugia | 3–1    | Pallavolo Padova   | 25–22 | 25–19 | 23–25 | 25–19 |       | 98–85   | Relatório |
| 24 fev | 20:30 | Modena Volley      | 3–1    | Powervolley Milano | 28–30 | 25–22 | 25–22 | 25–20 |       | 103–94  | Relatório |
| 23 fev | 20:30 | Trentino Volley    | 3–0    | Verona Volley      | 25–20 | 25–12 | 25–21 |       |       | 75–53   | Relatório |
| 24 fev | 20:30 | Lube Macerata      | 3–2    | Volley Milano      | 25–21 | 25–15 | 20–25 | 23–25 | 19–17 | 112–103 | Relatório |

### Semifinais
| Data  | Hora  |                    | Placar |               | Set 1 | Set 2 | Set 3 | Set 4 | Set 5 | Total  | Relatório |
| ----- | ----- | ------------------ | ------ | ------------- | ----- | ----- | ----- | ----- | ----- | ------ | --------- |
| 9 fev | 15:30 | Sir Safety Perugia | 3–0    | Modena Volley | 25–18 | 28–26 | 25–17 |       |       | 78–61  | Relatório |
| 9 fev | 19:00 | Trentino Volley    | 2–3    | Lube Macerata | 20–25 | 25–21 | 19–25 | 25–15 | 10–15 | 99–101 | Relatório |

### Final
| Data   | Hora  |                    | Placar |               | Set 1 | Set 2 | Set 3 | Set 4 | Set 5 | Total   | Relatório |
| ------ | ----- | ------------------ | ------ | ------------- | ----- | ----- | ----- | ----- | ----- | ------- | --------- |
| 10 fev | 18:00 | Sir Safety Perugia | 3–2    | Lube Macerata | 21–25 | 21–25 | 26–24 | 25–23 | 15–13 | 108–110 | Relatório |

## Premiação
| Copa Itália de 2018–19                  |
| Úmbria                                  |
| --------------------------------------- |
| Sir Safety Perugia Campeão (2.° título) |